# Béatrice Libert (actrice)
 (juillet 2017).
Si vous disposez d'ouvrages ou d'articles de référence ou si vous connaissez des sites web de qualité traitant du thème abordé ici, merci de compléter l'article en donnant les références utiles à sa vérifiabilité et en les liant à la section « Notes et références ».
Pour les articles homonymes, voir Béatrice Libert et Libert.
Béatrice Libert est une actrice belge née le 23 août 1956 à Mons.
Elle est connue pour avoir interprété la James Bond girl mademoiselle Deradier dans Moonraker en 1979. Elle a également joué dans les films Josepha en 1982 et Femmes de personne en 1984. Elle fut également modèle.